# Mario Maccaferri

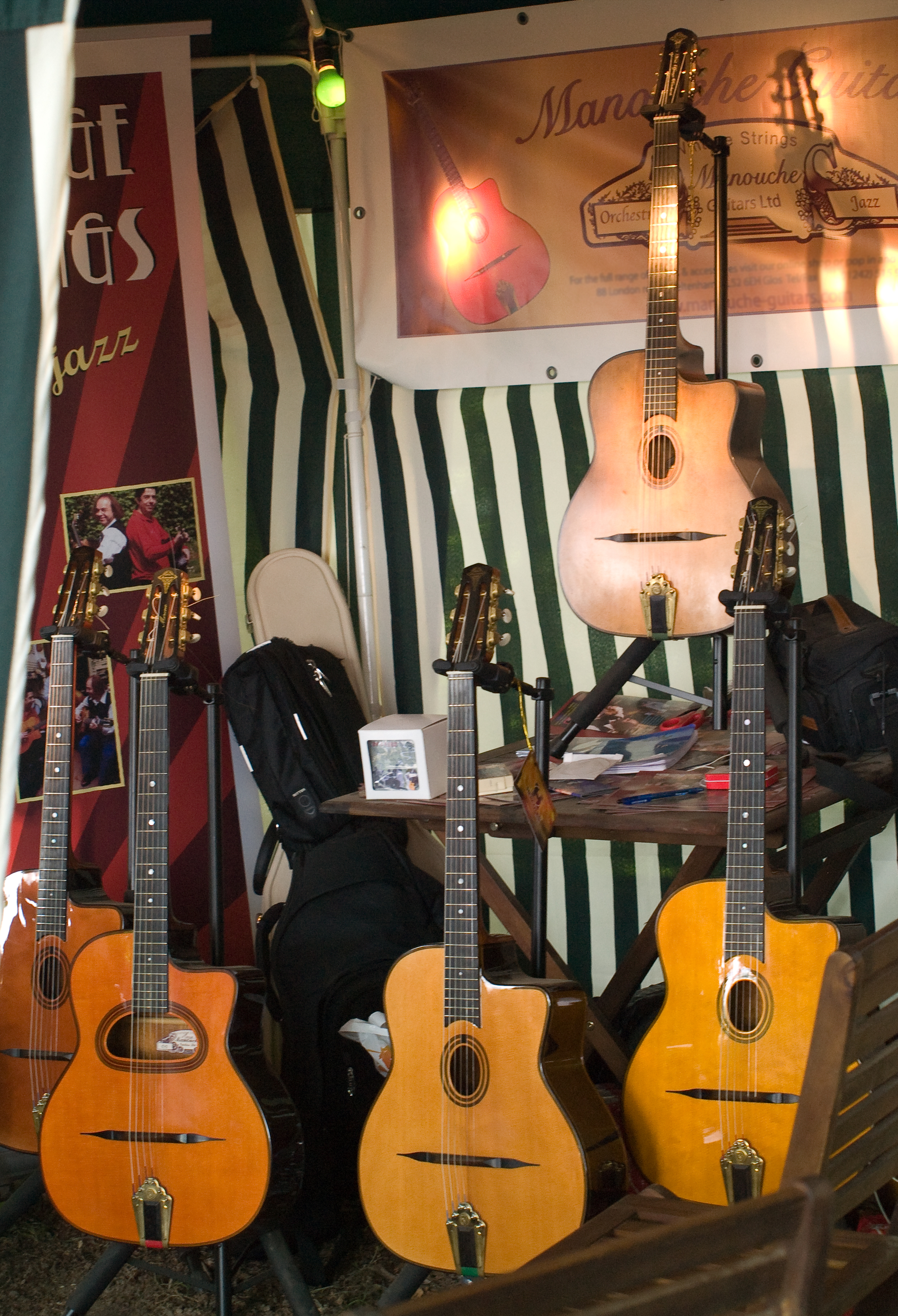
Replica's van enkele types Selmer-Macafferri-gitaren

Mario Maccaferri (Cento, 20 mei 1900 – New York, 17 april 1993) was een Italiaans gitaarbouwer. Hij is vooral bekend gebleven als de ontwerper van de gitaren die door Selmer werden gemaakt van 1932 tot 1952. Zijn jazzgitaren werden erg populair doordat Django Reinhardt erop speelde.
Hij was echter in zijn jonge jaren een befaamd concertgitarist, in de beleving van het publiek van toen van hetzelfde niveau als Andres Segovia. Verder won hij in 1926 en 1927 gouden medailles met door hem gebouwde violen.

## Leven en carrière
Maccaferri was de jongste het gezin van 7 kinderen. Hij verliet school toen hij 9 was en ging toen hij 11 was in de leer bij de toen befaamde bouwer Mozzani. Mozzani leerde hem niet alleen snaarinstrumenten bouwen, maar ook gitaarspelen. In 1916 schreef hij zich in bij de muziekacademie in Sienna, waar hij in 1922 afstudeerde en in 1926 tot professor werd benoemd. In 1923 opende hij in Cento zijn eerste eigen atelier voor de bouw van alle soorten snaarinstrumenten.
Rond 1927 vertrok hij naar Parijs om in het accordeon-atelier van een oom te werken. Kort daarna verscheen de eerste catalogus van alle soorten instrumenten die in zijn eigen atelier in Cento gemaakt (konden) worden. Maccaferri opende rond 1928 ook een atelier in Londen. Daarnaast zag hij ook nog kans om regelmatig concerten te geven in de grote steden van Europa. Hij kwam rond 1930 in contact met Henri Selmer en ontwierp niet alleen de befaamde gitaren voor Selmer, maar zet tevens de productie op, die in 1932 op gang kwam. Het ontwerp wordt wel de 'grande bouche' of D-hole' genoemd, naar de vorm van het klankgat. Maccaferri verliet Selmer in 1932. In een later interview gaf hij aan dat hij het contract bij Selmer ongelezen had getekend. Toen hij naar eigen zeggen in 1932 eindelijk aan lezen toekwam ontdekte hij een clausule die bepaalde dat hij zonder opzegtermijn of opgave van redenen kon worden ontslagen. Hij ging daarop direct naar Henri Selmer en nam zelf ontslag.

In 1933 raakte Maccaferri aan zijn rechterhand gewond bij een ongeluk tijdens het zwemmen. Na een revalidatieperiode van 6 maanden moest hij constateren dat hij nooit meer op zijn oude niveau zou kunnen spelen. Hij trad nog een tijdje gemaskerd op als De onbekende gitarist in de kleinere clubs van Parijs.
Rond 1936 sloeg hij een nieuwe richting in en begon in Frankrijk rieten voor blaasinstrumenten te produceren, gemaakt van plastic. In 1939 vertrok hij naar de Verenigde Staten en sticht daar de French American Reed Company, waar hij wederom met plastic aan de slag ging. Rond 1952 bracht hij plastic ukeleles op de markt. Dit was een groot zakelijk succes. Tevens bracht hij plastic gitaren op de markt, maar die verkochten niet. Nochtans stellen muzikanten die er op gespeeld hebben dat het goede instrumenten zijn. Maccaferri bleef met een behoorlijke voorraad zitten. Wegens het succes van een aantal andere zakelijke avonturen maakte dit geen al te grote indruk op hem.
In 1978 trad Maccaferri op als adviseur van Ibanez, dat een replica van zijn oude Selmerontwerp op de markt bracht. Hij tekende persoonlijk de labels die in de gitaren werden geplakt. Volgens Maccaferri zelf ging het om een verbeterde uitvoering van zijn ontwerp uit de jaren dertig. In 1982 verbrak hij de samenwerking met Ibanez. Rond 1989 ontwierp en bouwde hij een plastic viool. Hoewel hij zelf overtuigd was van de kwaliteiten van deze viool, zijn degenen die er op hebben gespeeld niet over het instrument te spreken.
Maccaferri overleed op 92-jarige leeftijd.

## Django Reinhardt
In tegenstelling tot wat vaak wordt gedacht, heeft Maccaferri Django Reinhardt nooit ontmoet. Hij was zich waarschijnlijk zelfs niet bewust van diens gypsy jazzmuziek, omdat hij zelf was ondergedompeld in het klassieke repertoire. De Selmer-gitaren met stalen snaren waren een idee van het bedrijf, niet van Mario Maccaferri, die zijn hele leven een darm / nylonsnaar-speler bleef.
- Bibliothèque nationale de France: cb13570922p (data)
- Gemeinsame Normdatei: 1280171014
- International Standard Name Identifier: 0000 0004 5093 9622
- Système universitaire de documentation: 086148850
- Virtual International Authority File: 316736771